# Marco Mumenthaler
Marco Mumenthaler (ur. 23 lipca 1925 w Bernie, zm. 30 stycznia 2016) – szwajcarski lekarz neurolog.
Mumenthaler wychował się w Mediolanie. Studiował medycynę na uniwersytetach w Zurychu, Paryżu, Amsterdamie i Bazylei; egzamin państwowy zdał w 1950 roku. Specjalizował się w neurologii na uczelniach w Paryżu i Zurychu, habilitację z neurologii uzyskał w Zurychu w 1960.
Pracował na oddziale neurologicznym Szpitala Uniwersyteckiego w Zurychu i jako szef działu badań w klinice. W 1962 roku objął stanowisko dyrektora oddziału neurologicznego Szpitala Uniwersyteckiego w Bernie.
Mumenthaler opublikował 370 prace w czasopismach naukowych, 39 w czasopismach niemedycznych i 87 monografii.

## Wybrane prace
- Neurology, 1990
- Neurologic Differential Diagnosis 1992
- Klinische Untersuchung und Analyse neurologischer Syndrome, 1993
- Basiswissen Neurologie, 1996
- Neurologie, 2002
- Neurologische Differentialdiagnostik, 1997
- Neurologie Interaktiv 1.0, 1 CD-ROM, 1998
- Fallgruben in der Neurologie, 2001
- Kopfschmerz Interaktiv (razem z Christofem Daetwylerem), CD-ROM